# Rijnsche Handelsbank

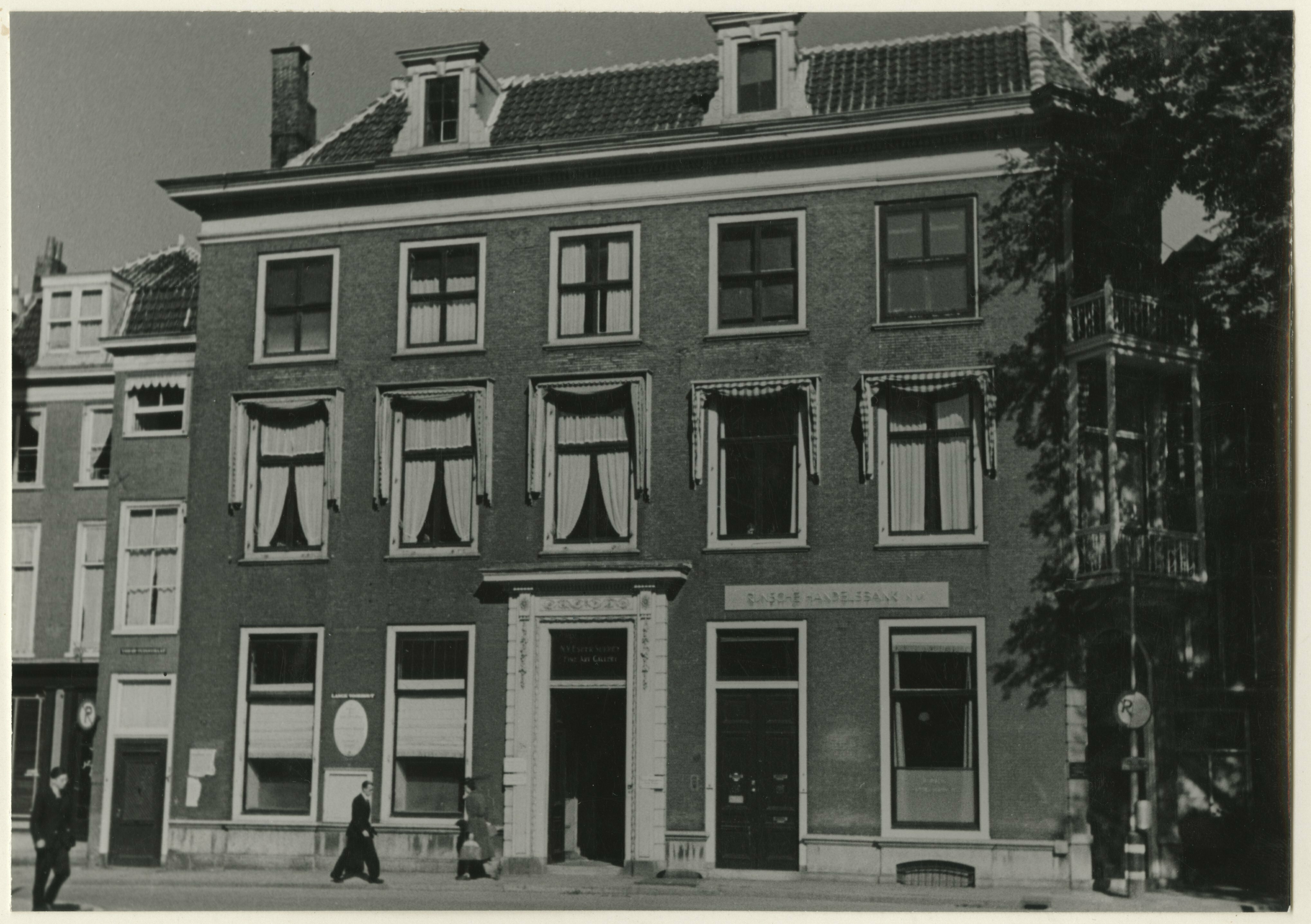
Lange Voorhout 58-58A in 1943 met naambord "Rijnsche Handelsbank NV” boven de rechter ramen waarvan het linker tot ingang 58A is verbouwd.

De Rijnsche Handelsbank N.V. was een dochteronderneming van Commerzbank tijdens de Tweede Wereldoorlog in bezet Nederland.

## Geschiedenis
Voor de oorlog waren diverse bedrijven achtereenvolgens maar soms ook tegelijkertijd in het huidige Lange Voorhout 58B, toen 58A, gevestigd. Waarschijnlijk heeft na de bezetting een vertegenwoordiger van Commerzbank zich zich op dit adres gevestigd. Vanaf begin 1941 adverteerde deze vertegenwoordiger in bladen van de bezetter zowel als in Nederlandse kranten. Tegelijkertijd had Commerzbank een dochteronderneming, de "N.V. Rijnsche Handelmaatschappij", die op 1 juli 1941 werd uitgebreid tot bank en die de Haagse vertegenwoordiging en de Amsterdamse Hugo Kaufmann & Co.'s Bank als bankfilialen over nam. In 1942 werd de naam veranderd in "Rijnsche Handelsbank NV" en de hoofdzetel verplaatst naar Amsterdam. Het balanstotaal was toen flink gestegen, vermoedelijk als gevolg van het storten van forse bedragen door "beheerders van vijandelijk vermogen", binnengehaald met het liquideren van als zodanig gekwalificeerde bezittingen, waar onder roofkunst, van veelal gevluchte Joden en andere "vijanden" van de bezetter. Voor het te gelde maken van geroofde bezittingen werden door de bezetter ook Nederlandse veilinghuizen ingeschakeld zoals buurman Van Marle en Bignell op Lange Voorhout 58.
De bank speelde tijdens de hele verdere bezetting van Nederland een rol in het wegsluizen van geld: "De Rijnsche Handelsbank was een directe exponent van het Duitse bankwezen; een groot deel van de financiële zaken, die de bezetter in ons land heeft gedaan, liep via de Rijnsche Handelsbank.".

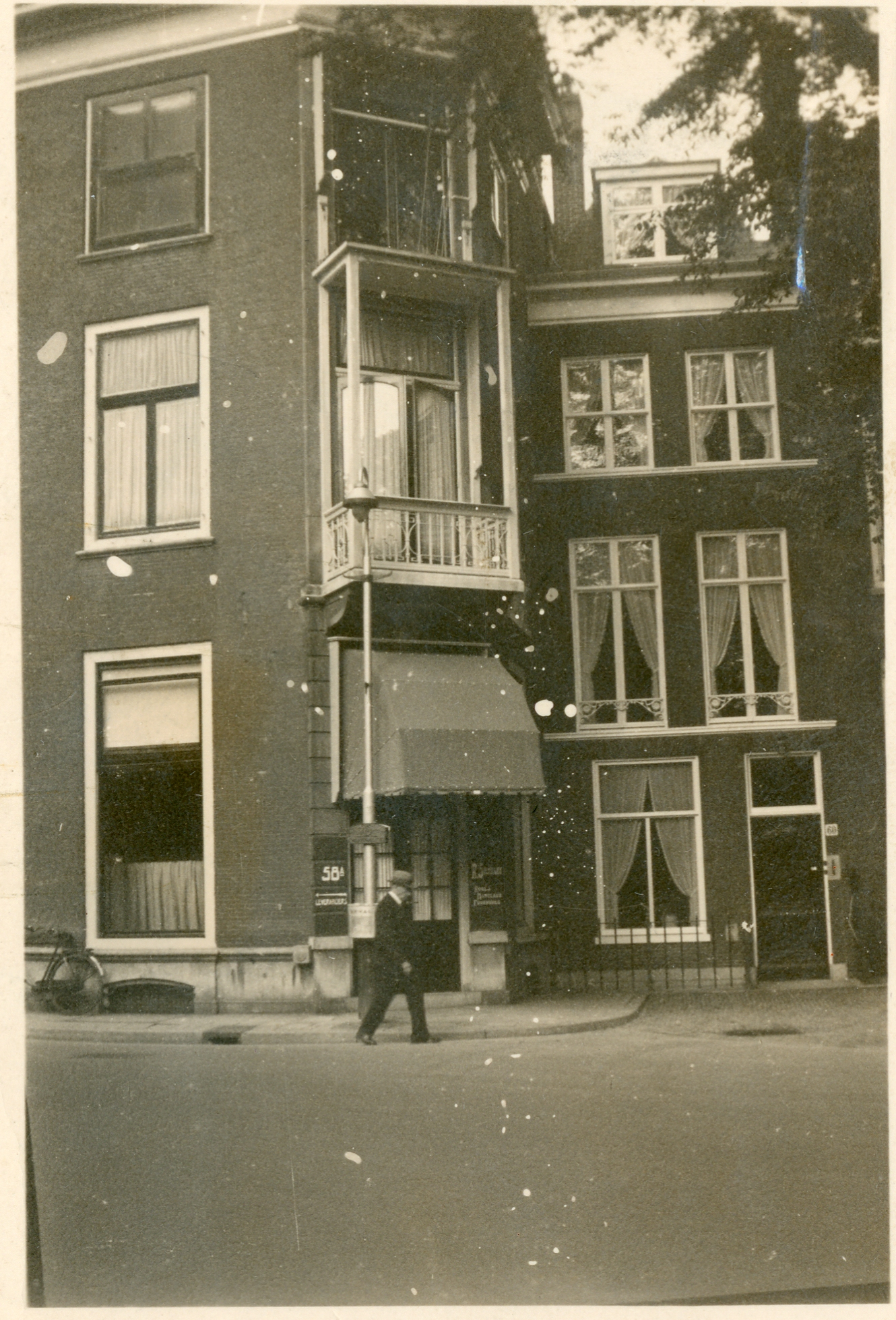
Ingang Lange Voorhout 58A in 1937
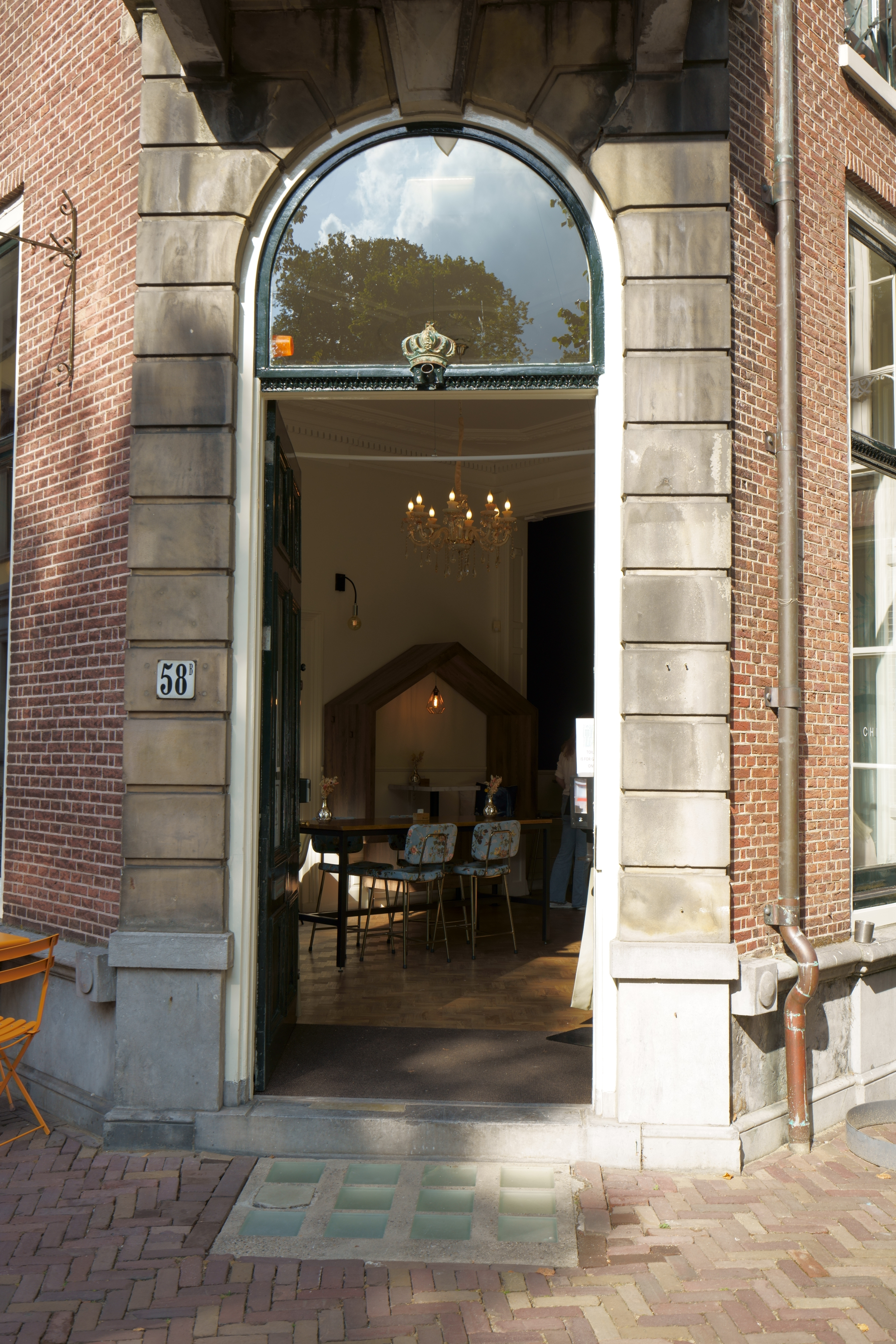
Ingang en interieur Lange Voorhout 58B, v/h 58A, in 2022
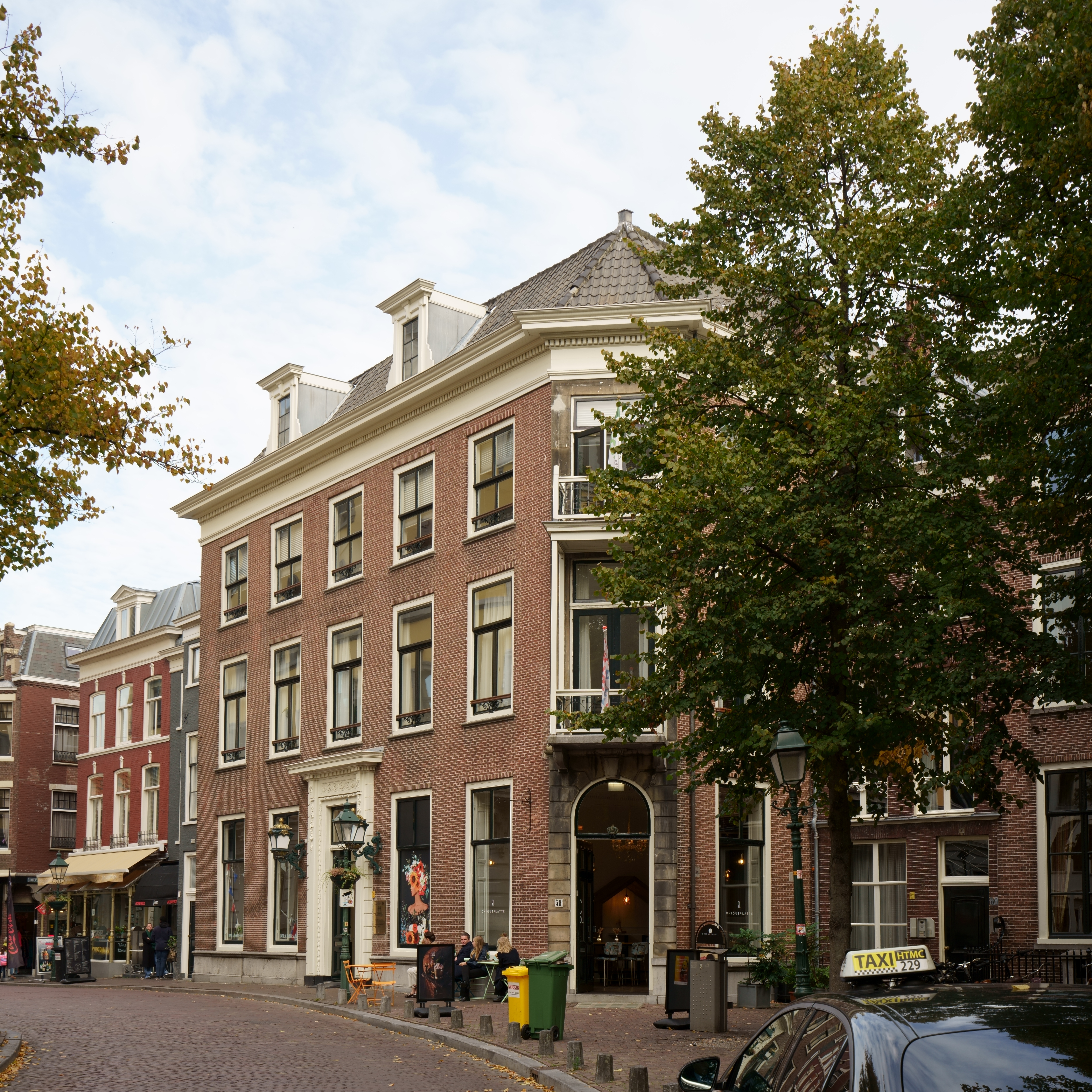
Voor- en zijgevel Lange Voorhout 58 - 58B in 2022
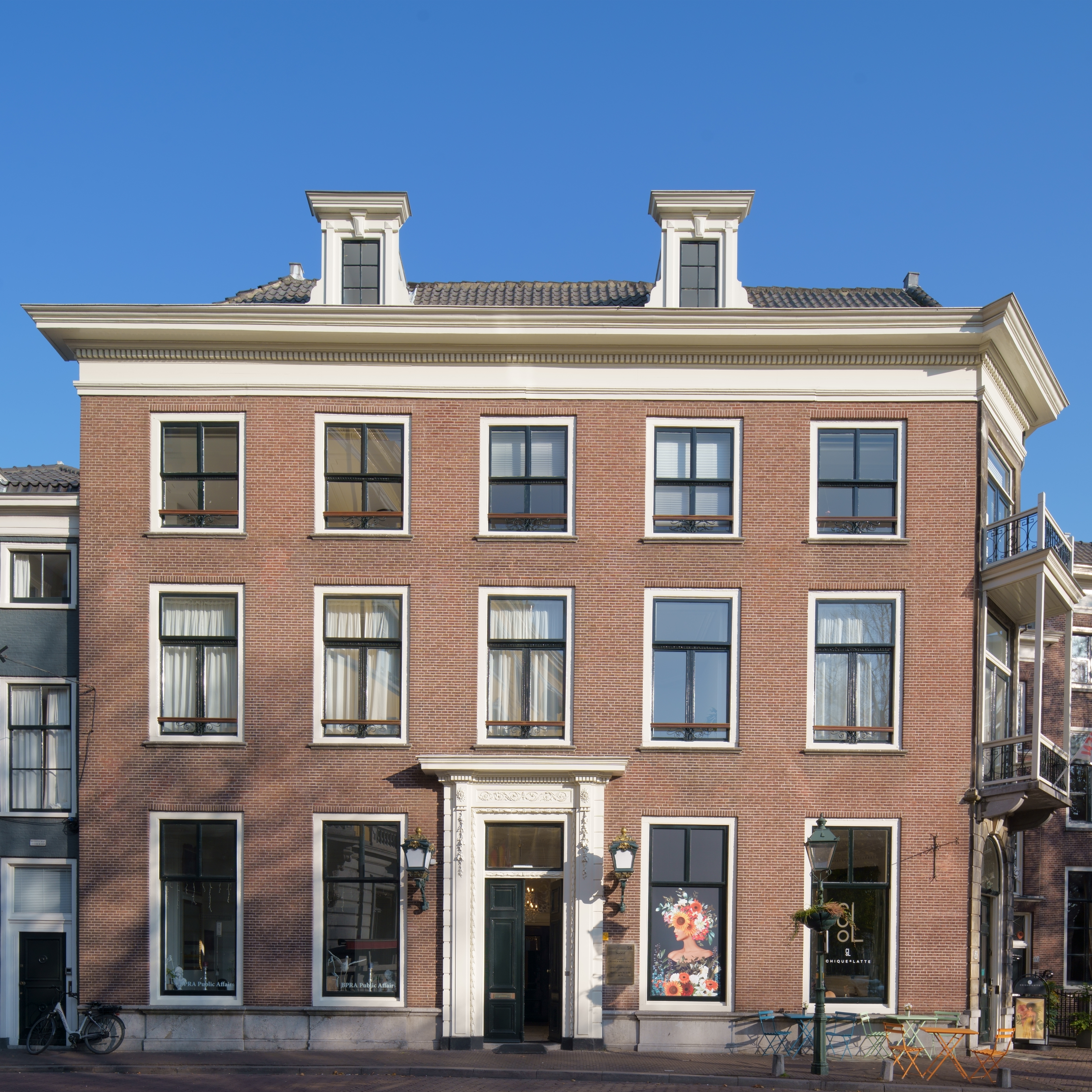
Voorgevel Lange Voorhout 58 in 2022, het raam naast de hoofdingang is als zodanig hersteld.